# Goshu le violoncelliste
Goshu le violoncelliste (セロ弾きのゴーシュ, Serohiki no gōshu, à prononcer « Gauche le violoncelliste ») est un long métrage d'animation d'Isao Takahata sorti au Japon en 1982.
Le film a reçu le prix Noburō Ōfuji en 1982.

## Synopsis
Goshu est un violoncelliste d'orchestre maladroit et timide, toujours réprimandé par son professeur. Il va être aidé dans la préparation de son concert par la visite d'une succession d'animaux : un chat, un coucou, un tanuki et un mulot, chacun lui apportant des vertus telles que la patience, le goût de la communication et la rigueur. Le chat, provocateur, insolent et chapardeur, révèle à Goshu sa faculté d'exprimer sa colère. L'oiseau chantant son fameux « coucou » sur deux notes est un modèle pour Goshu qui tentera de multiples variations sur cet air ; le tanuki approfondit l'enseignement du rythme avec son tambour. Enfin, la souris suppliera Goshu de jouer pour la guérison de son souriceau malade, ce qui sera l'occasion pour Goshu de faire montre de sa compassion et de sa générosité. Ces animaux, dans leur comportement authentique, auront tous contribué, par l'échange, à l'apprentissage intime du jeune héros.

## Fiche technique
- Producteur exécutif : Koichi Murata
- Animation : Oh! Production, Japon
- Scénariste : Isao Takahata, d'après l'œuvre de Kenji Miyazawa[1]
- Compositeur : Michio Mamiya (Chasse au tigre en Inde, le Joyeux cocher)
- Autres musiques : Kenji Miyazawa (Chant du tour des étoiles), Ludwig van Beethoven (Symphonie nº 6), Jacques Offenbach (La Vie parisienne), chant traditionnel japonais
- Directeur artistique : Takamura Mukuo

## Distribution

### Voix originales
- Hideki Sasaki : Goshu
- Masashi Amenomori : le chef d'orchestre
- Fuyumi Shiraishi : le chat
- Kaneto Kimotsuki : le coucou
- Keiko Yokozawa : l'enfant souris
- Akiko Takamura : la mère souris

### Voix françaises
Note : Il existe deux doublages français, l'un réalisé par Les Films du Paradoxe pour le cinéma, la télévision et la réédition en DVD ; l'autre pour la première sortie DVD distribuée par LCJ.

#### Doublage Films du Paradoxe
- Christophe Lemoine : Goshu
- Henri Poirier : le chef d'orchestre
- Éric Legrand : le chat
- Patrick Borg : le coucou
- Maël Davan-Soulas : le tanuki
- Véronique Soufflet : la mère souris et son enfant

#### Doublage LCJ
- Yann Pichon : Goshu
- Philippe Dumond : le chef d'orchestre
- Coco Noël : le chat
- Emmanuel Fouquet : le coucou

## Production
L'œuvre est une collaboration entre Isao Takahata et le studio Ô-Production, spécialisé dans le format cours, qui souhaitait gagner en notoriété en donnant carte blanche à des animateurs. Réalisé avec un budget limité et une équipe réduite, travaillant parfois bénévolement, il aura fallu six ans pour concevoir le film.

### Œuvre d'origine
Ce film est l'adaptation d'une nouvelle tirée du recueil de contes Train de nuit dans la Voie lactée de Kenji Miyazawa. Goshu se prononce « gauche » au Japon. On suppose que le jeune frère de Kenji Miyazawa a trouvé cette astuce linguistique qui a donné le titre du conte. Réticent à l'origine à donner les droits d'adaptation du conte, celui-ci se laisse convaincre par le producteur exécutif Koichi Murata.

### Réalisation
La production du film débute en 1975 avec une équipe de trente personne. À l'époque, le film devait être une collaboration entre Isoa Takahata et Hayao Miyazaki mais ce dernier décline la proposition, estimant qu'un seul metteur en scène serait nécessaire. En 1976 et 1977, la production du film s'arrête ponctuellement lorsque Takahata doit réaliser des séries d'animation pour la télévision, telles que Heidi ou Marco. C'est à cette époque que le compositeur Michio Mamiya enregistre la musique du film. 
En 1978, décision est prise que tous les décors et arrières plans du films seront faits sous forme de peinture, afin de conserver les nuances de couleurs du conte de Miyazawa. La tache est confiée à Takamura Mukuo.

## Diffusion

### Diffusion japonaise
Le film est projeté en avant-première le 19 septembre 1980 à la maison de la culture de Hanamaki. Diffusé au Japon en 1981, il remporte l'année suivante le prix prix Noburō Ōfuji. Il est régulièrement présenté dans les écoles de musique au Japon, comme exemple pour les jeunes élèves.

### Diffusion française
Après plusieurs années de tractations, le film est diffusé de façon confidentielle (19 copies) par Les Films du Paradoxe le 5 décembre 2001 en version doublé afin de toucher un public plus jeune. Toutefois, le film avait déjà été sorti deux mois auparavant par l'éditeur LCJ en VHS et DVD avec un doublage différent.

### Diffusion belge
En Belgique, le film a été distribué par Le Parc Distribution.

## Analyse du film
L'aspect didactique de la fable passe par la douceur et la fantaisie. L'exécution de la 6e symphonie de Beethoven sur fond de décor champêtre renvoie à son nom de symphonie pastorale. Ce film fond en une seule œuvre le cinéma d'animation — le traitement pictural des personnages est à la gouache et les décors sont traités au lavis et à l'aquarelle — le conte et la musique classique.
Isao Takahata en livre une interprétation personnelle :

« Gauche, ce violoncelliste maladroit, nous rappelle nos souvenirs de jeunesse, marqués par le repli sur soi et un complexe d'infériorité, doublés d'une sensibilité exacerbée, d'une fierté chatouilleuse, et d'autre part il est un reflet des jeunes gens que l'on voit aujourd'hui, souffrant d'une timidité maladive à l'égard d'autrui... Ici, les animaux assurent à Gauche le rôle inestimable d'une ouverture chaleureuse de tout son être intérieur… vu que la musique est l'arme absolue pour relier le cœur des hommes entre eux… C'est une œuvre sur la jeunesse, c'est pourquoi nous souhaitons et espérons vivement que les écoliers, collégiens et lycéens, et les jeunes gens qui luttent durement pour s'éloigner de leurs parents, c'est-à-dire conquérir leur autonomie, voudront le voir également. »

[réf. nécessaire]